# Klasa krystalograficzna
Klasa krystalograficzna (także: krystalograficzna klasa symetrii, krystalograficzna grupa punktowa) – zespół elementów symetrii działających wspólnie. Klasy krystalograficzne są to wszystkie możliwe kombinacje makroskopowych elementów symetrii w kryształach przecinających się w jednym punkcie. Wyróżnia się 32 klasy krystalograficzne. Klasy biorą nazwy z nazw postaci ogólnych, a więc utworzonych przez przekształcenie symetryczne ścian o symbolu (hkl). Klasy o najwyższej symetrii w porównaniu z innymi klasami noszą nazwę klas holoedrycznych. Postać ogólna w klasie holoedrycznej ma zwykle największą liczbę ścian i nosi nazwę postaci holoedrycznej.